# Frank Ullrich
Frank Ullrich (* 24. Januar 1958 in Trusetal) ist ein deutscher Biathlet, Trainer und Politiker (SPD). Von 2021 bis 2025 war er Mitglied des Deutschen Bundestages und Vorsitzender des Sportausschusses.
Als Aktiver gewann Ullrich bei den Olympischen Winterspielen 1980 in Lake Placid die Goldmedaille im Sprint sowie zahlreiche Titel bei Biathlon-Weltmeisterschaften. Von 1987 bis 1990 trainierte er die DDR-Auswahl, von 1998 bis 2010 war er Bundestrainer der deutschen Herren-Nationalmannschaft im Biathlon. Von 2010 bis 2012 war Ullrich „Cheftrainer Nachwuchs“, von 2012 bis 2015 Bundestrainer der Ski-Langläufer.

## Ausbildung und Beruf
Ullrich ist der Sohn eines Werkzeugmachers. Er besuchte erst eine Polytechnische Oberschule (POS), dann eine Kinder- und Jugendsportschule (KJS), wo er 1977 das Abitur ablegte. Ab 1976 war er Sportsoldat der Nationalen Volksarmee (NVA), zuletzt im Rang eines Majors. Neben seiner sportlichen Karriere absolvierte er von 1978 bis 1988 ein Studium an der Deutschen Hochschule für Körperkultur (DHfK) in Leipzig, das er als Diplom-Sportlehrer abschloss. Nach der deutschen Wiedervereinigung wurde er als Stabsfeldwebel in die Sportfördergruppe Oberhof der Bundeswehr übernommen.
Von 2010 bis 2018 arbeitete er ehrenamtlich in der Technischen Kommission der Internationalen Biathlon-Union (IBU).

## Aktive Sportlaufbahn

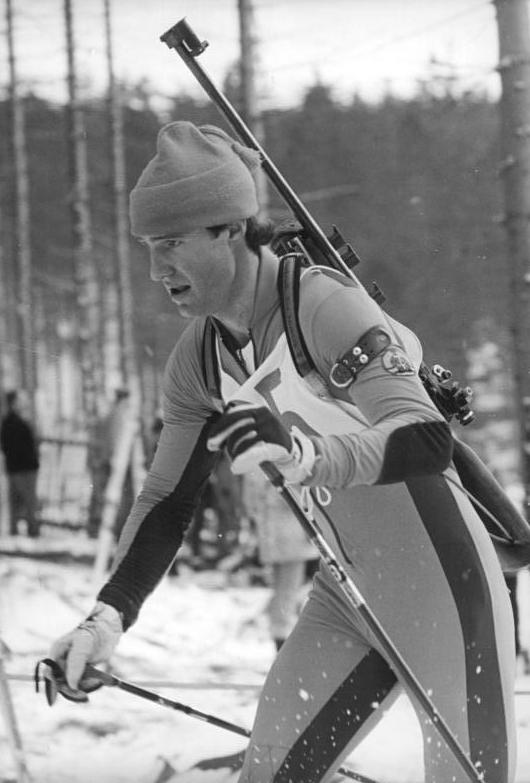
Frank Ullrich zum Auftakt der DDR-Biathlon-Meisterschaften in Zinnwald (1982)

Bereits 1967 nahm er an den DDR-Kindermeisterschaften teil. Als Trainer betreute ihn damals Wido Kühne, später auch Horst Weisheit. Ab 1968 trainierte er bei der BSG Stahl Seligenthal, dann wechselte er zum ASK Vorwärts Oberhof. 1972 wurde Ullrich Sieger in der Staffel und erlangte einen zweiten Platz über 5 km bei der Spartakiade. Im Jahr 1975 wurde er Juniorenweltmeister in der Staffel.
Bei den Olympischen Winterspielen 1976 in Innsbruck gewann er mit der 4 × 7,5-km-Staffel Bronze. 1978 und 1979 wurde er Weltmeister über die 10-km-Distanz. Bei den Olympischen Winterspielen 1980 in Lake Placid wiederholte er den olympischen Erfolg und errang außerdem über die 20 km Silber und eine Goldmedaille über 10 km. 1984 bei der Eröffnungsfeier der Winterspiele in Sarajevo war er Fahnenträger der DDR-Olympiadelegation, konnte aber keine weitere Medaille gewinnen. Vier Jahre vorher war er bereits schon einmal Fahnenträger gewesen, aber bei der Schlussfeier.

## Trainerlaufbahn
Nach der aktiven Laufbahn, die er nach dem Tod seiner Frau beendete, wurde Frank Ullrich 1986 Trainer des ASK Vorwärts Oberhof und 1987 zusätzlich Trainer der DDR-Nationalmannschaft.
Nach den Olympischen Winterspielen 1998 in Nagano wurde Ullrich im Gespann mit Fritz Fischer Nachfolger von Norbert Baier als Bundestrainer der Herren. Seine Schützlinge gewannen seit den Olympischen Winterspielen 2002 in Salt Lake City vier Gold-, drei Silber- und zwei Bronzemedaillen bei Olympischen Spielen. Hinzu kommen etliche Medaillen bei Weltmeisterschaften.
Ullrich beendete nach der Saison 2010 seine Tätigkeit als Bundestrainer der Männer. Er war seit der Saison 2010/2011 der „Cheftrainer Nachwuchs“ und damit auch verantwortlich für die „Lehrgangsgruppe II“ der deutschen Biathlon-Nationalmannschaft. Im April 2012 wurde bekannt, dass Ullrich Cheftrainer der deutschen Skilangläufer und somit Nachfolger von Jochen Behle wird. Am 15. März 2015 trat er von diesem Amt zurück.
Nach 1991 wurde Ullrich von mehreren DDR-Athleten beschuldigt, bis 1989 als Trainer am DDR-Staatsdoping beteiligt gewesen zu sein. Ullrich bestreitet seine Mitbeteiligung vehement. 2009 attestierte ihm eine Untersuchungskommission des Deutschen Skiverbandes in Sachen Doping einen „unbewusst gesteuerten Verdrängungsmechanismus“ und kam zu dem Ergebnis, dass keine arbeits- oder dienstrechtlichen Schritte erforderlich seien.

## Politik
Bei der Kommunalwahl im Mai 2019 wurde Ullrich in den Stadtrat von Suhl gewählt. Er kandidierte erfolglos als Parteiloser für die Landtagswahl in Thüringen 2019 im Wahlkreis Schmalkalden-Meiningen II und auf Landeslistenplatz 15 der SPD für den Thüringer Landtag. Im Februar 2021 trat er in die SPD ein.
Für die Bundestagswahl 2021 trat er für die SPD als Direktkandidat im Wahlkreis Suhl – Schmalkalden-Meiningen – Hildburghausen – Sonneberg und auf Platz drei der Landesliste an. Die CDU nominierte in diesem Wahlkreis den ehemaligen Präsidenten des Bundesverfassungsschutzes, Hans-Georg Maaßen. Die Grünen riefen dazu auf, Frank Ullrich zu wählen, um eine Wahl Maaßens zu verhindern. Ullrich gewann den Wahlkreis und somit das Mandat für den Deutschen Bundestag mit 33,6 % der Erststimmen. Er wurde im 20. Deutschen Bundestag zum Vorsitzenden des Sportausschusses gewählt. Sein Wahlkampf wurde im Kino-Dokumentarfilm Arena 196 thematisiert.
Bei der Bundestagswahl 2025 trat er nicht erneut an.

## Auszeichnung
Für seine Erfolge bei den Olympischen Spielen 1980 wurde Ullrich mit dem Vaterländischen Verdienstorden in Silber ausgezeichnet. Zum Abschluss seiner aktiven Laufbahn erhielt er 1986 den Orden Stern der Völkerfreundschaft in Silber.
Seine Heimatgemeinde Trusetal ernannte Frank Ullrich 2008 zum Ehrenbürger.